# Flugunfall einer Douglas DC-6 der kolumbianischen Luftwaffe 1985
Der Flugunfall einer Douglas DC-6 der kolumbianischen Luftwaffe 1985 ereignete sich am 24. Juli 1985. An diesem Tag verunglückte eine Douglas DC-6B der Kolumbianischen Luftwaffe, die zahlende Flugpassagiere auf einem inländischen Linienflug von Leticia nach Bogotá beförderte und damit eine Maschine der Avianca ersetzte, die aufgrund eines Pilotenstreiks am Boden verblieben war. Bei dem Unfall kamen alle 80 Personen an Bord ums Leben.

## Flugzeug
Die Maschine war eine Douglas DC-6B, die im Jahr 1956 mit der Werknummer 45067 und der Modellseriennummer 709 im Werk der Douglas Aircraft Company in Long Beach, Kalifornien endmontiert wurde und das militärischen Luftfahrzeugkennzeichen FAC-902 erhielt. Die Identität der Maschine wirft Fragen auf, da in verschiedenen Datenbanken vermerkt ist, dass die betroffene DC-6 lange nach dem Unfall noch weitere Eigentümer und Luftfahrzeugkennzeichen gehabt habe, während in anderen Datenbanken vermerkt ist, dass die Maschine bei dem Unfall irreparabel zerstört worden ist. Das viermotorige Langstreckenflugzeug war mit vier Sternmotoren des Typs Pratt & Whitney R-2800 ausgestattet.

## Passagiere, Besatzung und Flugplan
Es befanden sich 76 Passagiere, die Avianca-Tickets gekauft hatten, sowie eine vierköpfige Besatzung an Bord. Flugkapitän war der Oberstleutnant Walter Baer Ruiz.

## Unfallhergang
Aufgrund eines Pilotenstreiks der Avianca, der SAM Colombia und der Helicol lag der zivile Luftverkehr in Kolumbien lahm. Die Kolumbianische Luftwaffe setzte daraufhin Transportflugzeuge auf Inlandsflügen ein, um den kommerziellen Passagierflugdienst zu gewährleisten. Die DC-6 startete um 16:47 Uhr vom Flughafen Leticia. Sie durchflog kurz darauf einen Regensturm, als der Kapitän plötzlich, etwa 15 Minuten nach dem Start, einen Brand an Triebwerk Nr. 3 (rechts innen) feststellte und Luftnotlage erklärte. Auf dem Rückweg zum Flughafen Leticia griff der Brand auf die Tragfläche über. Die Maschine geriet daraufhin außer Kontrolle und stürzte in den Dschungel, wobei alle 80 Insassen starben.

## Ursache
Die Ursache für den Ausfall und Brand von Triebwerk Nr. 3 konnte nicht ermittelt werden.
Einige Passagiere, die zuvor mit der Maschine geflogen waren, berichteten, dass diese in einem schlechten Zustand gewesen sei. Ein Passagier, der in Apiay ausgestiegen war, berichtete, dass das Triebwerk der DC-6 wie der Motor eines Sattelschleppers geklungen habe und das Triebwerk geraucht habe und Öl ausgetreten sei. Die Maschine sei in Apiay repariert worden und den Piloten sei geraten worden, nicht abzuheben.